# Doland (Dakota del Sur)
Doland es una ciudad ubicada en el condado de Spink en el estado estadounidense de Dakota del Sur. En el Censo de 2010 tenía una población de 180 habitantes y una densidad poblacional de 118,19 personas por km².

## Geografía
Doland se encuentra ubicada en las coordenadas 44°53′40″N 98°6′00″O / 44.89444, -98.10000. Según la Oficina del Censo de los Estados Unidos, Doland tiene una superficie total de 1.52 km², de la cual 1.52 km² corresponden a tierra firme y (0%) 0 km² es agua.

## Demografía
Según el censo de 2010, había 180 personas residiendo en Doland. La densidad de población era de 118,19 hab./km². De los 180 habitantes, Doland estaba compuesto por el 98.89% blancos, el 0% eran afroamericanos, el 0.56% eran amerindios, el 0% eran asiáticos, el 0% eran isleños del Pacífico, el 0% eran de otras razas y el 0.56% pertenecían a dos o más razas. Del total de la población el 1.67% eran hispanos o latinos de cualquier raza.